# Трарего Виджона
Тра̀рего Виджо̀на (на италиански: Trarego Viggiona, на местен диалект: Tràrich, Трарик) е община в Северна Италия, провинция Вербано-Кузио-Осола, регион Пиемонт. Разположено е на 771 m надморска височина. Населението на общината е 398 души (към 2010 г.).
Административен център на общината е село Трарего (Trarego).